# Nucșoara de Jos, Prahova
Nucșoara de Jos (în trecut, Râncezi) este un sat în comuna Posești din județul Prahova, Muntenia, România.
Așezarea este atestată documentar în 1722.
La sfârșitul secolului al XIX-lea, satul purta numele de Râncezi și era reședința unei comune formate din el și din satul Nucșoara.  Această comună avea 1760 de locuitori, o școală datând din 1880 și frecventată în 1899 de 70 de elevi (din care 18 fete), și două biserici ortodoxe — două în Râncezi (dintre care una datând din 1840) și una în Nucșoara. Comuna a luat numele de Nucșoara de Jos în 1964 și a fost desființată în 1968 când a fost inclusă în comuna Posești.